# Usharia tama
Usharia tama är en insektsart som beskrevs av Irena Dworakowska 1994. Usharia tama ingår i släktet Usharia och familjen dvärgstritar. Inga underarter finns listade i Catalogue of Life.